# Handley (Virginia Occidental)
Handley es un pueblo ubicado en el condado de Kanawha en el estado estadounidense de Virginia Occidental. En el Censo de 2010 tenía una población de 349 habitantes y una densidad poblacional de 138,63 personas por km².

## Geografía
Handley se encuentra ubicado en las coordenadas 38°11′28″N 81°22′29″O / 38.19111, -81.37472. Según la Oficina del Censo de los Estados Unidos, Handley tiene una superficie total de 2.52 km², de la cual 2.47 km² corresponden a tierra firme y (1.85%) 0.05 km² es agua.

## Demografía
Según el censo de 2010, había 349 personas residiendo en Handley. La densidad de población era de 138,63 hab./km². De los 349 habitantes, Handley estaba compuesto por el 89.68% blancos, el 6.3% eran afroamericanos, el 0% eran amerindios, el 0% eran asiáticos, el 0% eran isleños del Pacífico, el 0% eran de otras razas y el 4.01% pertenecían a dos o más razas. Del total de la población el 0.57% eran hispanos o latinos de cualquier raza.